# أوليفر كونيغ
أوليفر كونيغ (بالألمانية: Oliver Koenig) هو عداء سريع ألماني، ولد في 31 يناير 1981 في لايبزيغ في ألمانيا.

## وصلات خارجية
- أوليفر كونيغ على موقع الاتحاد الدولي لألعاب القوى (الإنجليزية)